# Pulorejo (Tembelang)
Pulorejo is een bestuurslaag in het regentschap Jombang van de provincie Oost-Java, Indonesië. Pulorejo telt 2875 inwoners (volkstelling 2010).